# SN 2009ae
SN 2009ae – supernowa typu Ia odkryta 15 lutego 2009 roku w galaktyce M+04-39-17. W momencie odkrycia miała maksymalną jasność 16,50m.